# بدا

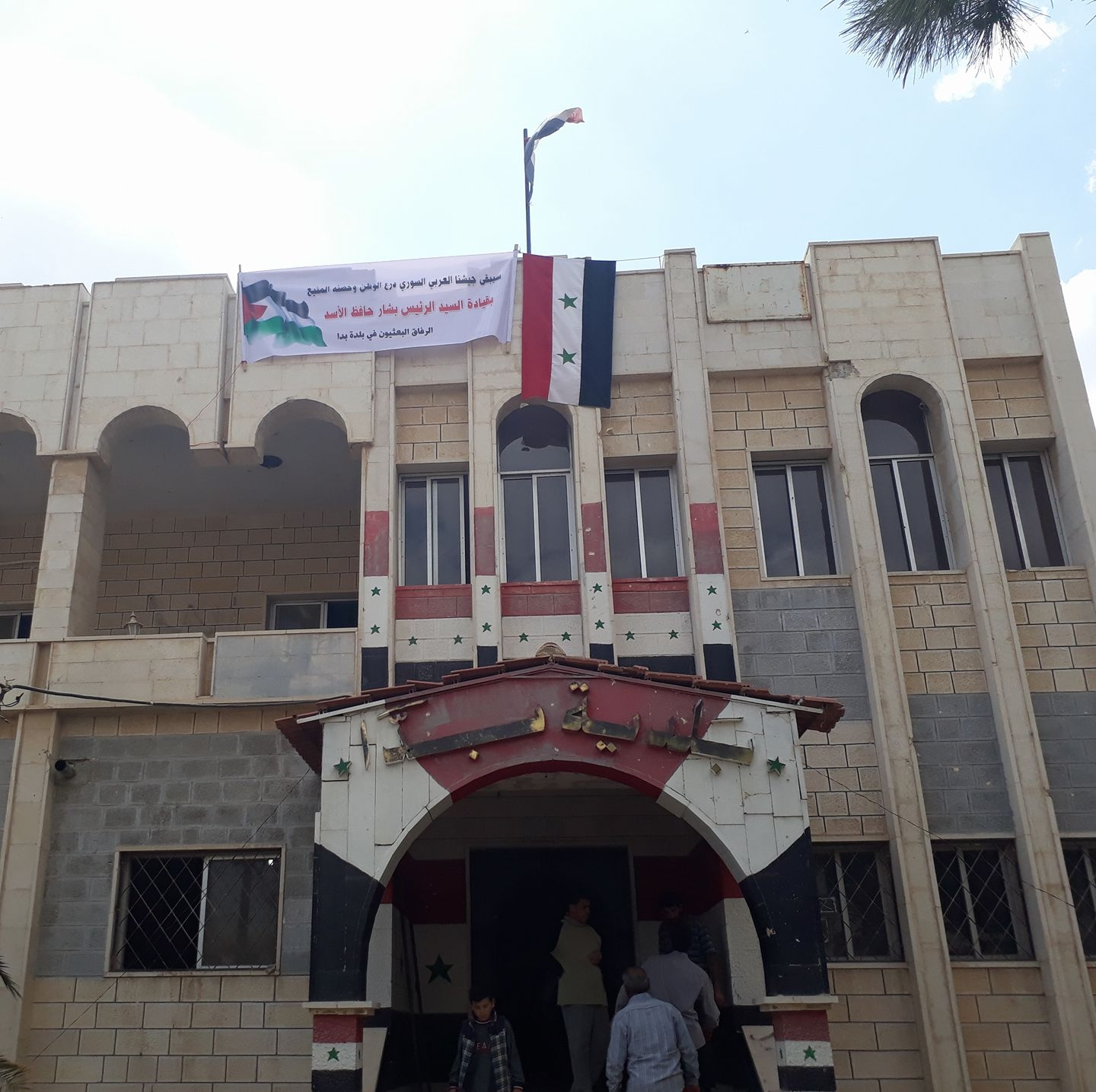
بلدية بدّا.

بَدَّا هي بلدة سورية تقع في ناحية صيدنايا في منطقة التل في محافظة ريف دمشق. تقع في حضن سلاسل جبال القلمون، وتمتاز بطبيعتها الجبلية.

## الموقع
تقع شمال دمشق على مسافة 30 كيلومتراً من محافظة دمشق.
يحد البلدة من الشرق بلدة حفير الفوقا، ومن الشمال الشرقي بلدة عكوبر، ومن الغرب مدينة صيدنايا وبلدة معرة صيدنايا، ومن الجنوب تفصلها سلسلة جبال عن حفير التحتا ومعرونة، ومن الشمال تمتد سهولها حتى تصل إلى بلدة رنكوس.

## التاريخ

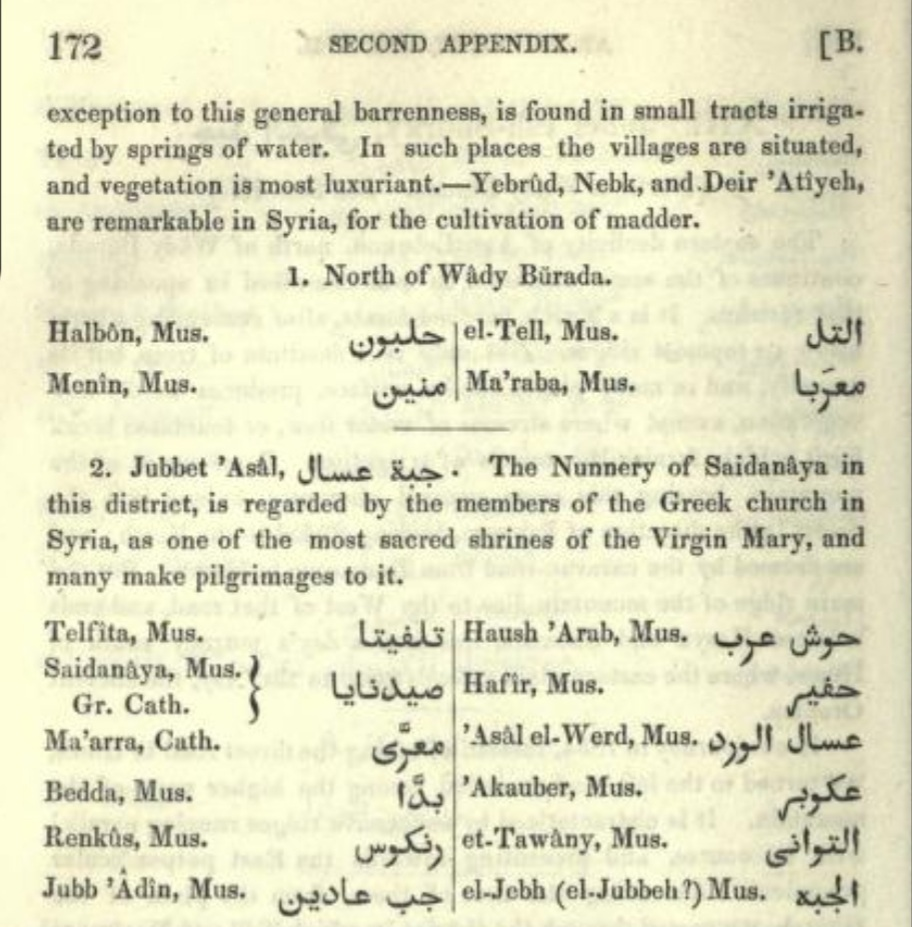
الصفحة 172 من الكتاب.

يوجد توثيق للبلدة في كتاب أبحاث الكتاب المقدس في فلسطين والمناطق المجاورة، للباحث الإمريكي إدوارد روبنسون، الصادر سنة 1841.

## المعالم
تحتوي البلدة على سبعة مساجد، بحسب الترتيب الهجائي:
- مسجد أبي بكر الصديق.
- مسجد النور.
- مسجد بدا الكبير.
- مسجد خالد بن الوليد.
- مسجد عثمان بن عفان.
- مسجد علي بن أبي طالب.
- مسجد عمر بن الخطاب.

كما تحتوي على خمس مدارس وعلى ثلاثة معامل لصناعة الفحم وعلى خمسة معامل لصناعة البلوك وعلى معملين لصناعة المنظفات وعلى أربع مناشر حجر لصناعة الرخام.

## السكان
وفقاً للمكتب المركزي للإحصاء كان عدد سكان بدّا 6564 نسمة في عام 2004. غالبية سكان البلدة من المسلمين السنة.
يعمل غالبية سكان البلدة بالتجارة والصناعة ونقل البضائع، حيث تملك عدداً كبيراً من الشاحنات المُبرَّدة (البرادات). قسم كبير من أبنائها هم طلابٌ جامعيّون وخريجون من كافة الاختصاصات.

## الأسر الأصلية
بحسب الترتيب الأبجدي:
1. أسعد
2. إسماعيل
3. البدوي
4. الحوراني
5. الدرويش
6. الكردي
7. المصري
8. بركات
9. برهوم
10. حمود
11. حيدر
12. خراطة، وهي تجمع للأسر التالية:
  - أمين
  - إبراهيم
  - رشيد
  - وعدد من بني أسعد
13. خليفة
14. دعاس
15. راجح
16. صفية
17. عبد الرزاق
18. عبد السلام
19. عثمان
20. قاسم
21. محفوظ
22. محمود
23. مرعي
24. معينة
25. هاشم